# Tetraleurodes stellata
Tetraleurodes stellata là một loài côn trùng cánh nửa trong họ Aleyrodidae, phân họ Aleyrodinae.
Tetraleurodes stellata được Maskell miêu tả khoa học đầu tiên năm 1896.